# Ludwik Mauersberger
Ludwik Mauersberger (ur. 25 października 1796 w Łęczycy, zm. 10 stycznia 1823 w Warszawie) – lekarz wojskowy wojsk polskich w czasach Królestwa Kongresowego.

## Życiorys
Był synem Adama, również lekarza, i Marianny z Zeychów, ewangelików. Także stryj, Jan Gotfryd (1758–1831) był lekarzem, nadwornym chirurgiem na Zamku Królewskim. Po nauce w Liceum Warszawskiem Ludwik zapisał się na Wydział Lekarski UW, studiując jednocześnie na Wydziale Humanistycznym. W roku 1817 założył tajny związek studencki Παντα Κοινα (Panta Koina, "Wszystko Wspólne"), który znajdował się pod silnym wpływem idei Oświecenia i Rewolucji Francuskiej. Mauersberger, prezes,  wygłaszał na jego zebraniach mowy pełne poglądów antymonarchistycznych i antyklerykalnych. W roku 1819 Mauersberger wyjechał na studia specjalistyczne do Berlina i założył tam filię korporacji Panta Koina. Rok później udał się w dwuletnią podróż (tzw. niem. Bildungsreise) do Włoch oraz do Skandynawii, w której uczynił wiele interesujących spostrzeżeń na temat panujących tam stosunków demokratycznych.
Do Polski powrócił w roku 1821 i otrzymał posadę lekarza wojskowego w batalionie saperów. Tymczasem związek Panta Koina nadal działał i w Warszawie, i Berlinie, podczas gdy wszystkie korporacje akademickie były od 1817 roku surowo zabronione w obu państwach. W roku 1822 pruska policja dowiedziała się o działalności związku i dokonała aresztowań wśród jego członków, przesyłając poza tym raport do Warszawy, gdzie także nastąpiły aresztowania. Stworzono specjalną komisję śledczą, której przewodniczył generał Maurycy Hauke. Mauersbergerowi udało się wprawdzie przekonać komisję, że związek był wyłącznie organizacją gospodarczą wzajemnej pomocy, po czym aresztowanych zwolniono, ale pozbawiono ich wszelkich posad w służbie państwowej. Mauersbergera uwolniono, ale w więzieniu nabawił się gruźlicy i wkrótce uległ chorobie.
W pierwszą niedzielę po wybuchu powstania listopadowego wymieniono jego nazwisko na uroczystym apelu poległych. Pochowany został na cmentarzu ewangelickim w Warszawie. Miejsca pochówku nie da się dziś ustalić.